# Pavel Tchitchagov
Pavel Vassilievitch Tchitchagov (en russe : Па́вел Васи́льевич Чичаго́в), né le 27 juin 1767 à Saint-Pétersbourg et mort le 10 septembre 1849 à Paris, est un officier de marine et homme politique russe des XVIIIe et XIXe siècles.

## Biographie
Enrôlé dans la garde à l'âge 12 ans. Il sert en 1782 en Méditerranée sous les ordres de son père, l'amiral Vassili Tchitchagov. Il se distingue dans la guerre russo-suédoise de 1788-1790, où il commande le Rostislav et se voit attribuer l'Ordre impérial et militaire de Saint-Georges, quatrième classe, ainsi qu'une épée d'or portant l'inscription « Pour le courage ».
Après la guerre, (1792-1793), il se rend en Angleterre avec Gouriev, son professeur de mathématiques, pour étudier à l'école navale britannique et parfaire son anglais. C'est là qu'il rencontre et se fiance avec Elizabeth Proby, fille d'un commissaire du chantier de construction navale de Chatham.
Rentré en Russie en 1796, il est nommé par Paul Ier commandant en chef de la Flotte de Kouchelev, mais celui-ci peu intéressé, démissionne de l'armée et sollicite la permission de se marier. Furieux, le Tsar refuse sa requête prétextant qu': « Il y a suffisamment de filles à marier en Russie pour avoir besoin d'en chercher une en Angleterre ». Une violente dispute s'ensuit, entrainant l'emprisonnement de Tchitchagov à la forteresse Saints-Pierre-et-Paul de Saint-Pétersbourg.
Libéré en juillet 1799, il reçoit finalement de l'Empereur la permission de se marier avec Elizabeth, avant d'être promu contre-amiral puis commandant en chef des escadres de Revel. Le tsar l'envoie ensuite en Angleterre et le charge à son retour de la défense de Kronstadt. Alexandre Ier, successeur de Paul Ier, le nomme à son tour vice-amiral et le fait membre du comité de réorganisation de la Marine. En 1802, il est promu amiral et nommé ministre de la Marine. Une nomination qui lui créera beaucoup d'ennemis, Tchitchagov étant connu pour ses prises de positions libérales, notamment sur la question du servage et de l'émancipation des moujiks. Il réussit néanmoins à réformer, à la tête de son ministère, la marine impériale.
Francophile convaincu, Tchitchagov poussait la provocation jusqu'à posséder un buste de Napoléon sur son bureau. Admirateur des Jacobins, ce dernier se revendiquait également comme étant un athée pratiquant, malgré son amitié pour Joseph de Maistre.
Démissionnaire, Tchitchagov voyage en Europe de 1809 jusqu'au décès de son épouse en 1811. Rappelé en 1812 par Alexandre, il est nommé commandant en chef de l'armée du Danube, gouverneur-général de Moldavie et de Valachie, et commandant en chef de la mer Noire. Cependant, le traité de Bucarest signé par Koutouzov met fin à la guerre russo-turque de 1806-1812 avant qu'il n'ait pris le commandement de l'armée. Il participe toutefois à la campagne de 1812 au cours de laquelle il est accusé d'avoir laissé Napoléon s'échapper lors de la traversée de la Bérézina. L'épouse du Feld-maréchal Koutouzov dans une exclamation restée célèbre, déclara : « Pierre Wittgenstein a sauvé Saint-Pétersbourg, mon mari, la Russie et Tchitchagov, Napoléon ! »
Surnommé « le misérable amiral » à la cour impériale, il est finalement écarté en 1813 et s'exile en France. Il ne retournera jamais en Russie. Devenu sujet britannique, il passera le reste de sa vie en France, notamment à Sceaux ainsi qu'en Italie pour y écrire, à partir de 1816, ses Mémoires publiés en anglais, en français et en italien.
Tchitchagov est atteint de cécité les dernières quatorze années de sa vie, qu'il vécut avec sa fille, la comtesse Catherine du Bouzet. Il meurt le 10 septembre 1849 à Paris et est inhumé au Cimetière de Sceaux.

## Distinction
- 1790 Ordre impérial et militaire de Saint-Georges (quatrième classe)

## Sources et bibliographie
- Bastien Miquel, Joseph de Maistre, un philosophe à la cour du tsar, Albin Michel, 2000.
- Fernand Beaucour, Jean Tabeur, Lidia Ivtchenko, La Bérézina, une victoire militaire, préface de Jean Tulard de l'institut, Paris, éd. Economica, 2006, 147 p.
- Mémoires de l'amiral Tchitchagov (1767-1849), préface de Jean-Jacques Langendorf, Infolio, Gollion, 2012.